# Боулинг-Грин (Нью-Йорк)
Бо́улинг-Грин (англ. Bowling Green) — парк в Нижнем Манхэттене, ограниченный Бродвеем и Уайтхолл-стрит.
До прихода европейцев на территории, где ныне расположен парк, индейцы устраивали совещания.
В XVII и начале XVIII века голландцы, а потом англичане использовали это место под парадную площадку и скотный рынок. В 1686 году территория стала муниципальной собственностью. 12 марта 1733 года городской совет принял решение сдать эту землю в аренду троим ньюйоркцам за номинальную ежегодную плату, но под обещание разбить на её месте парк. Горожане сдержали обещание и, кроме того, обустроили площадку для игры в боулз. По ней парк, ставший первым в городе, и получил своё название.
В 1770 году в парке была установлена позолоченная статуя британского короля Георга III. Однако простояла она недолго: уже в 1776 году, во время Войны за независимость, статуя была снесена и предположительно переплавлена для военных нужд.
После войны вокруг парка была возведена элитная жилая застройка. Местные жители получили право использовать парк по своему усмотрению. Таким образом, доступ к нему других горожан оказался сильно ограниченным. Однако к середине XIX века многие жители переселились к северу от становившегося всё более деловым Нижнего Манхэттена, а их особняки были заняты транспортными компаниями. Впоследствии вся застройка была снесена. Одним из строений, возведённых на её месте, является Здание таможни США имени Александра Гамильтона 1901–1907 годов постройки.
В 1905 году в ходе строительства ветки метро Боулинг-Грин серьёзно пострадал. Однако ко всемирной выставке 1939 года он был восстановлен. В 1976–1977 годах, к двухсотой годовщине образования США, парк в очередной раз был отреставрирован. На этот раз его оформление было стилизовано под XVIII век. В декабре 1989 года на севере парка была установлена статуя Атакующего быка. Ныне она является одной из визитных карточек Нижнего Манхэттена. Спустя год в парке была проведена очередная реставрация, а в 2004 году — ещё одна.